# Claes Burchmansz. Dob

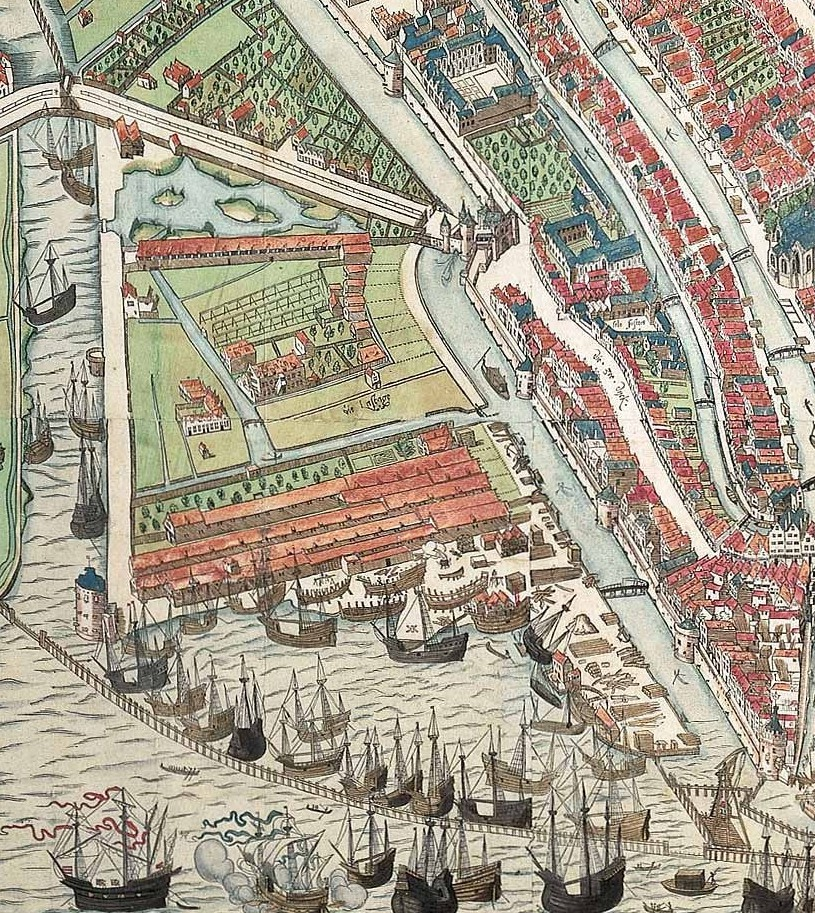
De Lastage rond 1543, vanuit het noorden, met links de Oudeschans en rechts de Geldersekade. De lijnbaan van Dob is de meest zuidelijke, eindigend bij de Sint Anthoniespoort

Claes Burchmansz. Dob (?-1610?) was een lijn- of touwslager op de Lastage en eigenaar van een lijnbaan. Hij stamt uit een Amsterdamse familie die voor de Reformatie hoge posten bezette. In 1564 behoorde hij tot de zogenaamde Doleanten, die bij de landvoogdes Margaretha van Parma klaagden over de gebrekkige toegankelijkheid van Lastage, maar vooral over kliekvorming tussen de leden van de katholieke vroedschap. Op 20 februari 1565 kocht hij een lijnbaan op de Lastage van zijn broer Wouter. In 1567 liet hij een kind begraven in de Oude kerk.
Bij de komst van de hertog van Alva hebben tientallen eigenaars van erven of bedrijven op de Lastage een goed heenkomen gezocht; Emden en andere havensteden aan de Oostzee bleken bijzonder populaire toevluchtsoorden tot 1578, het jaar van de Alteratie. Onmiddellijk werden de plannen tot het ommuren van het stadsdeel en het uitdiepen van de haven uit de la gehaald. Een voorstel van de burgemeesters om alle grond te onteigenen stuitte op veel weerstand. De door de eigenaren ingeschatte verkoopwaarde stuitte bij de burgemeesters op bezwaren. Het onderhandelingsproces zou uiteindelijk door twee eigenaren worden vertraagd, namelijk Claes Burchmansz. Dob en Robrecht Cools. Zij zochten het hogerop, bij het Hof van Holland, maar trokken uiteindelijk aan het kortste eind.

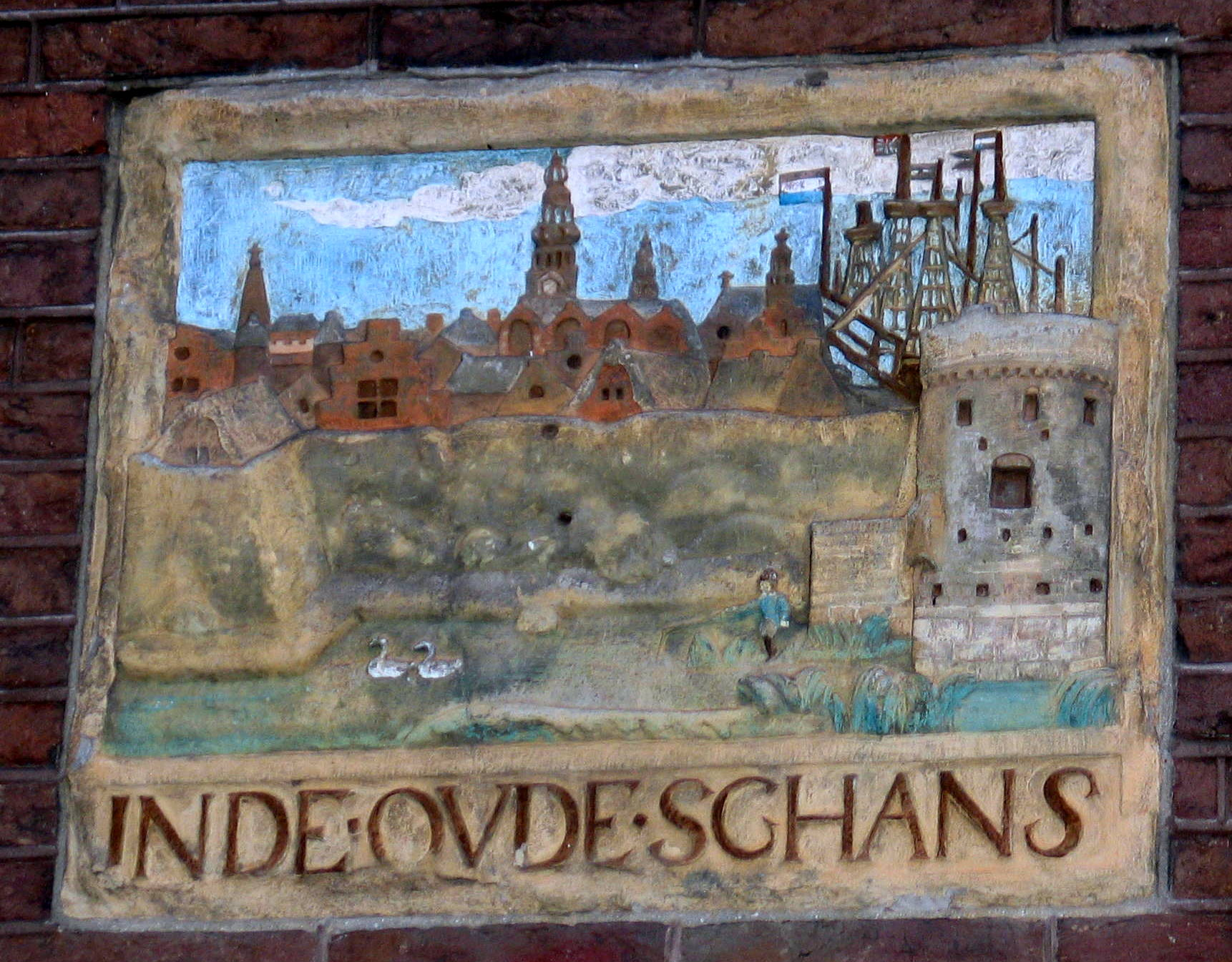
Gevelsteen in de muur van het Amsterdams Historisch Museum

Op 21 maart 1585 verkocht Dob 600 m² grond, gelegen op de Lastage, aan de burgemeesters van Amsterdam. Een tweede verkoop vond plaats op 2 april van dat jaar; de erven stonden op naam van zijn vrouw Lysbeth Bouwers en zijn zwager Jacob Heyn Jacobsz. Reynier Cant, een burgemeester en Statenlid, belast met de Fortificatie in Holland, en aangetrouwd familielid zou hierbij een rol kunnen hebben gespeeld.
In 1587 trouwde zijn zoon met de weduwe Helena Bouwers. Zij was de dochter van een rijke koopman, Arent Bouwers, uit de Warmoesstraat. Op 12 juli 1590 verkocht hij een houttuin met huis en erf aan zijn zoon Burchman Dob. Rond 1600 kocht hij twee huizen op of bij de Geldersekade.
In 1604 wordt Claes Burchmansz. Dob genoemd in het schildersboek van Karel van Mander. Hij is dan woonachtig in Naarden en in het bezit van een schilderij door Maarten van Cleef of van Cleve.
In 1610 liet hij een testament opmaken. Hij was ziek en lag bij zijn moeder, woonachtig in de Dijkstraat, niet ver van de Nieuwmarkt. In 1611 werden zijn goederen, bestaande uit kaarten, prenten en tekeningen, landmetersgereedschap, een altaardeur geveild. Zijn zwager Syvert P. Sem kocht een van de schilderijen.